# Haubenmeise

Verbreitung der Haubenmeise:
Ganzjähriges Vorkommen

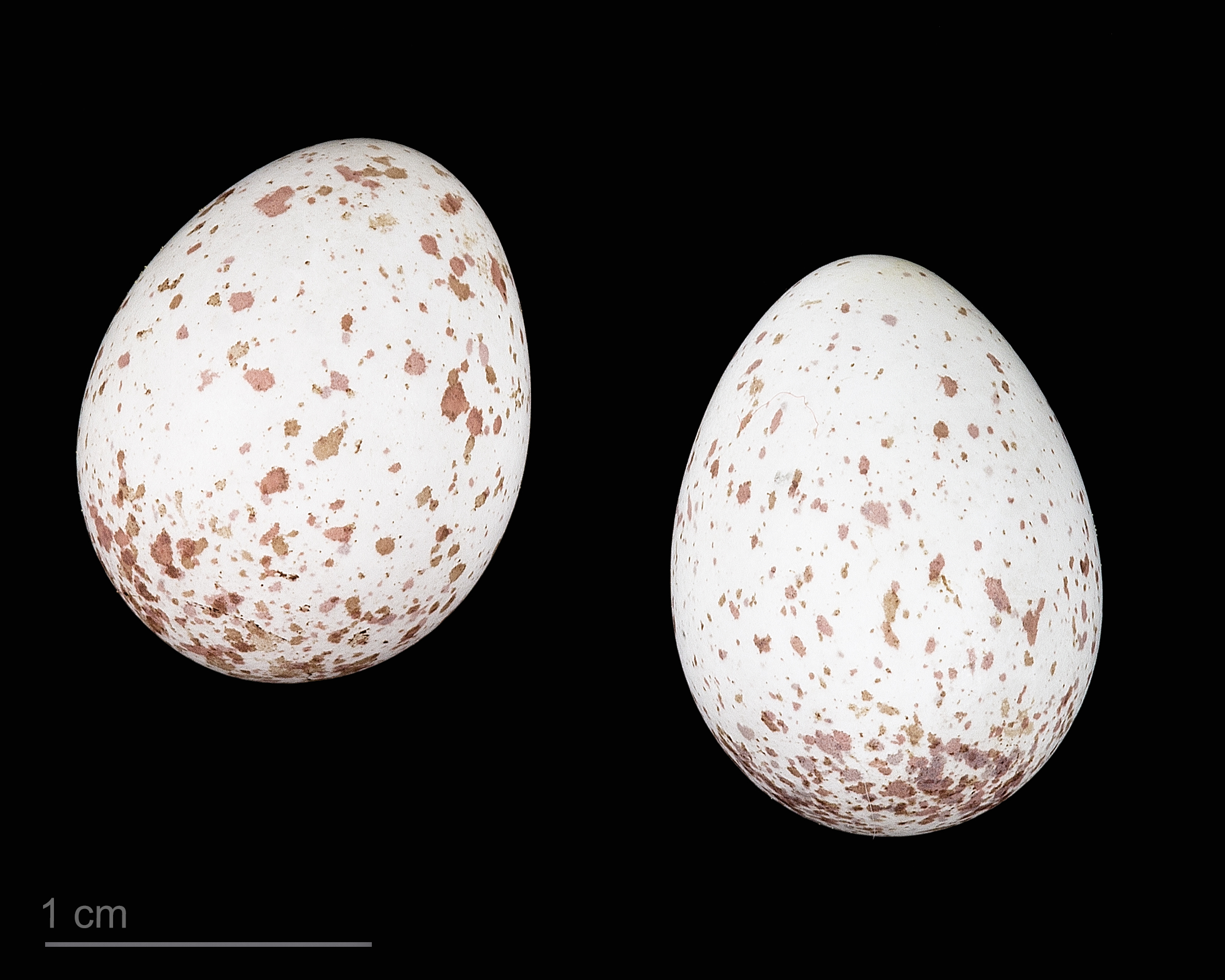
Eier der Haubenmeise (Lophophanes cristatus), Sammlung Museum von Toulouse

Die Haubenmeise (Lophophanes cristatus, Syn.: Parus cristatus; zu lateinisch crista ‚Kamm‘) ist eine Vogelart in der Familie der Meisen (Paridae). Diese Singvögel sind in Mitteleuropa ein weit verbreiteter und häufiger Brut- und Jahresvogel.

## Beschreibung
Die Haubenmeise ist elf bis zwölf Zentimeter lang. Die Männchen wiegen im Durchschnitt 11,5, die Weibchen 10,8 Gramm. Charakteristisch ist die schwarz-weiß gemusterte, leicht nach vorne gebogene Federhaube, die auch angelegt werden kann. Die Oberseite ist graubraun, Kopf- und Halsseiten sind weiß, eingefasst in ein hinter dem Auge beginnendes, halbmondförmiges schwarzes Band. Die Kehle ist schwarz. Die Unterseite ist schmutzigweiß, die Flanken crèmefarben und die Oberseite braun.
Der häufigste Ruf ist ein unverkennbares, rollendes „zizigürrrr“ oder „gürrrr“. Der Gesang ist klingelnd und pendelt zwischen drei Tonlagen.

## Ernährung
Die Haubenmeise ernährt sich im Frühjahr und Sommer hauptsächlich von Arthropoden (Gliederfüßern), ab Spätsommer auch von Sämereien, vor allem von Koniferen.

## Verbreitung und Lebensraum
Die Haubenmeise ist ein Brutvogel der Westpaläarktis. Sie kommt in der borealen und gemäßigten Zone sowie im Süden zum Teil in Gebirgsregionen vor. Das Verbreitungsgebiet reicht von Portugal und Spanien bis zum Ural. Eine Verbreitungsinsel findet sich im Norden Großbritanniens. Die Art kommt außerdem in Fennoskandinavien und im Westen Russlands bis an den Polarkreis vor. Die südliche Verbreitungsgrenze verläuft durch den Süden Spaniens und Frankreichs entlang der Südalpen und den Gebirgen Griechenlands, Bulgariens und der Ukraine.
Die Art ist ein Standvogel und am ehesten in Nadelwäldern zu finden, kann aber auch in Mischwäldern, Buchenbeständen oder nadelholzreichen Parkanlagen und Gärten vorkommen. Sie bevorzugt Bestände mit viel morschem Holz und tief hinabreichendem Astwerk. In Südeuropa bewohnt sie außerdem Eichenbestände.

## Fortpflanzung
Das Nest wird vom Weibchen in selbst gemeißelten, spechthöhlenähnlichen Höhlen in morschen Bäumen oder Baumstümpfen aus Moos, Flechten, Tier- und Pflanzenwolle und Spinnweben angelegt. Künstliche Nistkästen werden offenbar nur ausnahmsweise angenommen; dann scheinen zudem aus Stammstücken gefertigte Nistgeräte bevorzugt zu werden.
Das Weibchen legt vier bis acht gefleckte Eier, die es 13 bis 16 Tage bebrütet. In der Zeit wird es vom Männchen gefüttert. Danach werden die Jungen noch rund 18 bis 22 Tage im Nest und nach dem Ausflug noch etwa drei Wochen von beiden Eltern gefüttert. Die Saison für die eine Jahresbrut oder bei deren Verlust für ein mögliches Nachgelege ist von März bis Juni.